# WEGA – Die Spezialeinheit der Polizei
WEGA – Die Spezialeinheit der Polizei war eine neunteilige TV-Dokumentationsreihe des österreichischen Fernsehsenders ATV über die Tätigkeit der Wiener Polizeisondereinheit WEGA. Dabei begleiteten Kamerateams unter der Leitung des Produzenten Andreas Mannsberger im Jahr 2010 mehrere Sektorstreifen bei ihren alltäglichen Einsätzen und ihren Tätigkeiten bei ordnungspolizeilichen Anlässen. Ergänzt werden diese Berichte mit Interviews der eingesetzten Exekutivbediensteten sowie des Kommandanten der WEGA, Oberst Ernst Albrecht. Zum Abschluss der Reihe wurde eine Spezialsendung über die gewalttätigen Opernballdemonstrationen Ende der 1980er-Jahre ausgestrahlt, die eine besondere Herausforderung für die Exekutive darstellten.